# 万炜聪
万炜聪（1999年9月5日—），出生於馬六甲，馬來西亞男子羽毛球運動員，馬來西亞國家隊成員，同時隸屬雪蘭莪的八打灵羽毛球俱樂部。曾在2016及2017年代表馬來西亞參加世界青年羽毛球錦標賽皆獲亞軍。

## 簡歷
萬炜聰最初是八打靈羽毛球俱樂部的自由人球員，教練為前馬來西亞國家隊教練葉錦福。2016年，萬炜聰與他在八打靈俱樂部的男雙搭檔陳堂傑接受徵召，代表馬來西亞參加世界青年錦標賽，在混合團體項目的八強和四強賽事中出戰並取勝，幫助馬來西亞時隔五年再次晉級決賽。2017年，萬炜聰再度以自由人身分參加亞青賽，助大馬取得混合團體季軍。同年10月，馬來西亞國家隊在世青賽舉辦前不久正式發函邀請萬緯聰加入，他也首次以國家隊成員身分參加國際賽，並再次為馬來西亞收穫混合團體項目的亞軍。
2019年尾，萬炜聰在馬來西亞國際挑戰賽首次晉級成人組賽事決賽，他與混雙搭檔陳康樂最終以直落二（16-21、19-21）落敗，收穫亞軍。

## 主要比賽成績
只列出曾進入準決賽的國際賽事成績：
| 年份   | 賽事                     | 公開賽級別 | 項目     | 搭檔   | 成績   |
| ------ | ------------------------ | ---------- | -------- | ------ | ------ |
| 2014年 | 雪梨羽毛球國際賽         | 國際挑戰賽 | 男子雙打 | 郭昱健 | 準決賽 |
| 2016年 | 世界青年羽毛球錦標賽     | 其他       | 混合團體 | －     | 亞軍   |
| 2017年 | 亞洲青年羽毛球錦標賽     | 其他       | 混合團體 | －     | 季軍   |
| 2017年 | 世界青年羽毛球錦標賽     | 其他       | 混合團體 | －     | 亞軍   |
| 2018年 | 西班牙羽毛球大師賽       | 超級300賽  | 男子雙打 | 陳堂傑 | 準決賽 |
| 2019年 | 老挝羽毛球国际系列赛     | 國際系列賽 | 男子雙打 | 鍾鴻健 | 準決賽 |
| 2019年 | 越南羽毛球國際挑戰賽     | 國際挑戰賽 | 混合雙打 | 陳康樂 | 準決賽 |
| 2019年 | 馬來西亞羽毛球國際系列賽 | 國際系列賽 | 混合雙打 | 陳康樂 | 準決賽 |
| 2019年 | 馬來西亞羽毛球國際挑戰賽 | 國際挑戰賽 | 混合雙打 | 陳康樂 | 亞軍   |
| 2021年 | 波蘭羽毛球公開賽         | 國際挑戰賽 | 男子雙打 | 鄭凱文 | 冠軍   |
| 2021年 | 西班牙羽毛球國際賽       | 國際挑戰賽 | 男子雙打 | 鄭凱文 | 冠軍   |
| 2021年 | 蘇迪曼盃                 | 其他       | 混合團體 | －     | 季軍   |
| 2021年 | 捷克羽毛球公開賽         | 國際系列賽 | 男子雙打 | 鄭凱文 | 亞軍   |
| 2021年 | 比利時羽毛球國際賽       | 國際挑戰賽 | 男子雙打 | 鄭凱文 | 準決賽 |
| 2021年 | 愛爾蘭羽毛球公開賽       | 國際挑戰賽 | 男子雙打 | 鄭凱文 | 冠軍   |
| 2021年 | 威爾斯羽毛球國際賽       | 國際挑戰賽 | 男子雙打 | 鄭凱文 | 亞軍   |
| 2022年 | 賽義德·莫迪羽毛球國際賽  | 超級300賽  | 男子雙打 | 鄭凱文 | 冠軍   |
| 2022年 | 亞洲羽毛球團體錦標賽     | 其他       | 男子團體 | －     | 冠軍   |
| 2022年 | 東南亞運動會羽毛球比賽   | 其他       | 男子團體 | －     | 銀牌   |
| 2022年 | 台北羽毛球公開賽         | 超級300賽  | 男子雙打 | 鄭凱文 | 冠軍   |
| 2023年 | 馬來西亞羽毛球大師賽     | 超級500賽  | 男子雙打 | 鄭凱文 | 亞軍   |
| 2023年 | 台北羽球公開賽           | 超級300賽  | 男子雙打 | 鄭凱文 | 冠軍   |
| 2023年 | 北極羽毛球公開賽         | 超級500賽  | 男子雙打 | 鄭凱文 | 亞軍   |
| 2024年 | 印尼羽毛球公開賽         | 超級1000賽 | 男子雙打 | 鄭凱文 | 亞軍   |
| 2025年 | 馬來西亞羽毛球公開賽     | 超級1000賽 | 男子雙打 | 鄭凱文 | 準決賽 |
| 2025年 | 印尼羽毛球大師賽         | 超級500賽  | 男子雙打 | 鄭凱文 | 冠軍   |
| 2025年 | 馬來西亞羽毛球大師賽     | 超級500賽  | 男子雙打 | 鄭凱文 | 冠軍   |
| 2025年 | 印尼羽毛球公開賽         | 超級1000賽 | 男子雙打 | 鄭凱文 | 準決賽 |

| 2007-2017年 | 首要超級賽 | 超級賽 | 黃金大獎賽 | 大獎賽 | 國際挑戰賽 | 國際系列賽 | 未來系列賽 | 其他 |

| 2018-2026年 | 總決賽 | 超級1000賽 | 超級750賽 | 超級500賽 | 超級300賽 | 超級100賽 | 國際挑戰賽 | 國際系列賽 | 未來系列賽 | 其他 |

### 奧運會和世錦賽參賽紀錄
|          | 搭檔   | 2023 |
| -------- | ------ | ---- |
| 男子雙打 | 鄭凱文 | 16強 |